# 君士坦丁献土
君士坦丁献土（拉丁語：Donatio Constantini）或君士坦丁贈與，是一份偽造的羅馬皇帝法令，內容是公元315年3月30日，羅馬皇帝君士坦丁大帝簽署諭令，將羅馬一帶的土地贈送給教宗。一般認為這份文件于8世纪至9世紀（774年）偽造。在一些教宗致函中，發現當時教會是真心相信該文件為真實。如1054年的教宗良九世致君士坦丁牧首米恰爾一世·色路拉里烏的信件中，已經將之視為真實文件引用了。而這一文件的最初使用年代在1913年版《天主教百科全書》第五卷《君士坦丁的捐贈》条目中也提到：

第一位在公文中引用並信賴這份文件的教宗是利奧九世；1054年的一封致君士坦丁堡首牧米恰爾一世·色路拉里烏的信件中他提到那"Donatio"顯示教廷是建立在世俗及屬靈二種意涵上的王國.

## 起源及內容
相傳該文件是在四世紀時由君士坦丁一世發布，主旨是將猶太地，希臘，亞洲，色雷斯，非洲，以及羅馬城，與意大利和整個西方的羅馬帝國等土地的統理權贈送給教宗西爾維斯特一世及他之後的伯多祿的繼承人。而羅馬帝國的統治機構則移轉到東羅馬的新首都。
而這項文件在八世紀時教宗斯德望二世與法王矮子丕平的交流中占了很大影響。754年丕平得到當時為大主教的斯德望二世的膏立而登基取代墨洛溫家族成為法王，爾後其也得到丕平贈與的義大利及倫巴底。

## 在中世紀的影響
在12世紀的《教會法彙要》中該文件依然為教宗用來加強其在義大利的政權。
雖然奧托三世曾經質疑過該文件的真實性，但該文件一度被視為真實文件。然而到了15世紀在文藝復興風氣及考據之下，使得人文主義者和教廷官方意識到該文件不可能為真。

## 考證
早於15世紀，其為偽造的文件早已被證實和為人知。樞機主教庫薩的尼古拉斯宣稱其為偽造的 ，和作者不明的作品。爾後，天主教神職人員及人文主義者洛倫佐·瓦拉也查證該項文件使用的修辭及文字證實其為偽造的。這也是現代科學辯證的首例。除了這兩位之外，奇切斯特主教雷金納德·波科卡也獨自得出類似結論。
在這份文件中的用詞可看出這份文件不會是四世紀的產物。雖然其中的部分用語符合帝國時代的文體，但是有些用詞卻不屬於四世紀。像采邑制的被提及。
教宗庇護二世在1453年寫一篇短函，表示雖然該文件為假，但教廷依然是從查理曼得到領地，和從聖伯多祿手中得到管理教會的鑰匙。只是他並未公布該文。梵蒂冈基本上是忽視瓦拉的論點。爾後尼各老五世和其繼任者也不再提到這封贈與文件。該文件則成為默認的存在，直到天主教史學家樞機主教巴羅尼烏斯在他的著作《教會通史》（Annales Ecclesiastici）（1588-1607年間出版）中正式提及這一點。